# NCIX
NCIX.com (ou Netlink Computer Inc.) était une entreprise de vente de matériel et de logiciel informatiques basée à Richmond, Colombie-Britannique, Canada.
Elle s'est déclarée en faillite le 1er décembre 2017 à la Cour Suprême de la Colombie-Britannique sous le numéro de dossier 170816.